# Oost-Romeinse leger
Het Oost-Romeinse leger was het leger van het oostelijke deel van het Romeinse Rijk, vanaf de definitieve splitsing van het rijk in 395 na Christus tot de reorganisatie van het leger door thema's na het definitieve verlies van de provincies Syrië, Palaestina en Egypte aan de Arabieren in de 7e eeuw tijdens de Byzantijns-Arabische oorlogen. Het Oost-Romeinse leger was de directe voortzetting van het Laat-Romeinse leger uit de 4e eeuw dat vanaf de 7e eeuw geleidelijk veranderde in wat nu het Byzantijnse leger wordt genoemd. Het was oorspronkelijk volgens dezelfde basisorganisatie georganiseerd als zijn West-Romeinse tegenhanger die in 491 met de verovering van Italië door de Ostrogoten ophield te bestaan. In de loop van de 6e eeuw veranderde de samenstelling van het leger en werd de cavalerie steeds belangrijker, de veldlegers kregen er meer taken bij en werden uiteindelijk omgevormd tot lokale milities.
Keizer Justinianus I (527-565) zette een groot deel van het Oost-Romeinse leger in bij zijn poging om het voormalige West-Romeinse Rijk te heroveren. In deze oorlogen werden delen van Noord-Afrika op het Vandalenrijk veroverd en Italië op het Ostrogotische rijk, evenals delen van Zuid-Spanje. De macht van het leger nam nog tijdens zijn regering af als gevolg van de Pest van Justinianus. In de 7e eeuw leidde keizer Heraclius het Oost-Romeinse leger tegen het Sassaniden, waarbij hij tijdelijk Egypte en Syrië herwon, maar vervolgens in de strijd tegen het Rashidun-kalifaat het onderspit dolf. De nederlaag van zijn generaals bij de Slag bij de Jarmuk zou leiden tot het verlies van de provincies Syrië en Egypte, en zou de reorganisatie van het Oost-Romeinse leger afdwingen, wat zou leiden tot het thematisch systeem van het latere Byzantijnse leger.

## Oorsprong en geschiedenis
In 395 leidde de dood van de laatste Romeinse keizer die over beide rijksdelen heerste, Theodosius I (379-395), tot de uiteindelijke splitsing van het rijk in twee politieke entiteiten, het Westen (Occidentale) en het Oosten (Orientale). Het systeem van dubbele keizers (genaamd Augusti naar de stichter van het rijk, Augustus) was een eeuw eerder ingesteld door de grote hervormer keizer Diocletianus (284-305). De scheiding in twee delen was nooit overwogen als een politieke scheiding, maar ontstond puur vanwege administratieve en militaire noodszaak om het rijk beter te besturen. Decreten van beide keizers waren geldig in beide helften en de opvolger van elke Augustus vereiste de erkenning van de andere. Het rijk werd opnieuw herenigd onder de keizers Constantijn I tussen 324-337, onder Constantius II tussen 353-361, onder Julianus tussen 361-363 en Theodosius tussen 394-395.
De verdeling in twee secties kwam overeen met een groeiende culturele divergentie van de twee delen. De gemeenschappelijke taal van het Oosten was altijd Grieks geweest, terwijl die van het Westen het Latijn was. Dit was niet per se een belangrijke verdeling, aangezien het rijk al lang een fusie was van Griekse en Romeinse culturen en de Romeinse heersende klasse volledig tweetalig was. Maar de opkomst van christendom zette die eenheid onder druk, omdat de cultus altijd veel wijdverspreider was in het Oosten dan in het Westen, dat in 395 nog steeds grotendeels heidens was. Constantijns massale reconstructie van de stad Byzantium in Constantinopel, een tweede hoofdstad om te wedijveren met Rome, leidde tot de oprichting van een apart oostelijk hof en bureaucratie.
Uiteindelijk werd de politieke splitsing compleet met de instorting van het West-Romeinse Rijk in het begin van de 5e eeuw en de vervanging ervan door een aantal barbaarse  koninkrijken. Het westerse leger werd ontbonden en opgenomen in de legers van de nieuwe staten. Het Oost-Romeinse Rijk en het leger, aan de andere kant, bleef bestaan en veranderde door de Perzische en latere Arabische invasies in de 7e eeuw. Deze beroofden het Oost-Romeinse Rijk van zijn heerschappijen in het Midden-Oosten en Noord-Afrika, vooral Egypte.

## Legergrote
Historicus Warren Treadgold schat dat het Oost-Romeinse leger in 395 beschikte over ongeveer 3.500 scolae of bewakers, 104.000 veldlegersoldaten, met een onzeker aantal matrozen, en 195.500 grenslegersoldaten, opnieuw met een onzeker aantal matrozen. Treadgold schat dat onder Justinianus in 559 het Oost-Romeinse leger ongeveer 150.000 veldlegersoldaten telde, met een onzeker aantal matrozen Volgens hem bestond het Oost-Romeinse leger in 641, na de islamitische verovering van Syrië en Egypte uit ongeveer 80.000 veldlegersoldaten had, met een onzeker aantal matrozen, 

### Cijfers
De omvang van het oostelijke leger in 395 is controversieel omdat de grootte van individuele regimenten niet met enige zekerheid bekend is. Plausibele schattingen van de omvang van het hele 4e-eeuwse leger (exclusief vloten) variëren van c. 400.000 tot c. 600.000. Dit zou het oostelijke leger in het ruwe bereik van 200.000 tot 300.000 plaatsen, aangezien het leger van elke divisie van het rijk ongeveer gelijk was.
De grootste schatting wordt geleverd door de late 6e-eeuwse militaire historicus Agathias, die een wereldwijd totaal van 645.000 effectief geeft voor het leger "in de oude tijd", verondersteld te betekenen toen het rijk verenigd was. Dit cijfer omvat waarschijnlijk vloten, wat een totaal van ca. 600.000 alleen al voor het leger geeft. Agathias wordt ondersteund door A.H.M. Jones' Later Roman Empire (1964), dat de fundamentele studie van het late Romeinse leger bevat. Jones berekende een vergelijkbaar totaal van 600.000 (exc. vloten) door zijn eigen schattingen van eenheidssterkte toe te passen op de eenheden die worden vermeld in de Notitia Dignitatum. In navolging van Jones stelt Treadgold 300.000 voor het Oosten in 395.
Maar er zijn sterke redenen om 200.000 als waarschijnlijker te beschouwen:
1. Jones 'aannames over eenheidssterktes, gebaseerd op papyri bewijs uit Egypte, zijn waarschijnlijk te hoog. Een rigoureuze herbeoordeling van het bewijs door R. Duncan-Jones concludeerde dat Jones de eenheidsgroottes 2-5 keer had overschat.[11]

1. Het bewijs is dat regimenten in de 4e eeuw typisch een derde ondermaats waren.[12] Dus Agathias' 600.000 op papier (als het al op officiële cijfers is gebaseerd) kan zich in werkelijkheid hebben vertaald in slechts 400.000 werkelijke troepen op de grond.

1. Agathias geeft een cijfer van 150.000 voor het leger in zijn eigen tijd (eind 6e eeuw) wat waarschijnlijk nauwkeuriger is dan zijn cijfers voor de 4e eeuw. Als Agathias' 4e- en 6e-eeuwse figuren samen worden genomen, zouden ze impliceren dat het rijk van Justinianus werd verdedigd door slechts de helft van de troepen die zogenaamd het eerdere rijk verdedigden, ondanks dat ze nog meer grondgebied moesten bestrijken (de heroverde provincies Italië, Afrika en S. Spanje), wat inherent onwaarschijnlijk lijkt.

De discrepantie in schattingen van de legergrootte is voornamelijk te wijten aan onzekerheid over de grootte van limitanei-regimenten, zoals blijkt uit het brede scala aan schattingen in de onderstaande tabel. Jones suggereert dat limitanei-regimenten een vergelijkbare grootte hadden als Principate auxilia-regimenten, met een gemiddelde van 500 man per stuk. Meer recent werk, dat nieuw archeologisch bewijs omvat, neigt naar de opvatting dat eenheden veel kleiner waren, misschien met een gemiddelde van 250."
Er is minder geschil over comitatus regimenten, vanwege meer bewijs. Treadgold schat dat de 5 comitatus'-legers van het Oosten elk ca. 20.000 man bevatten, voor een totaal van ca. 100.000, wat een derde of de helft van het totale leger uitmaakt.
Ongeveer een derde van de legereenheden in de Notitia zijn cavalerie, maar het aantal cavalerie was minder dan dat deel van het totaal omdat de grootte van de cavalerie-eenheden kleiner was. Het beschikbare bewijs suggereert dat het aandeel cavalerie ongeveer een vijfde van de totale effectieve was: in 478 bevatte een comitatus van 38.000 mannen 8.000 cavalerie (21%).

## Commandostructuur

Commandostructuur van het Oost-Romeinse leger omstreeks 395 n.Chr. Gebaseerd op de Notitia Dignitatum, een laat-Romeinse boekwerk voor ambtelijke posten

Het laat Romeinse leger bevatte drie soorten legergroepen: (1) keizerlijke escortelegers ("comitatus praesentales"). Deze waren gewoonlijk gevestigd in de buurt van Constantinopel, maar vergezelden de keizers vaak op campagne. (2) Regionale legers ("comitatus”). Deze waren gevestigd in strategische regio's, op of nabij de grenzen. (3) Grenslegers (“exercitus limitanei”). Deze waren gebaseerd op de grenzen zelf.
De commandostructuur van het Oostelijke leger, zoals vastgelegd in de Notitia Dignitatum, wordt schematisch weergegeven in het organigram (hierboven).
Tegen het einde van de 4e eeuw waren er twee comitatus praesentales in het Oosten. Ze overwinterden in de buurt van Constantinopel in Nicea en Nicomedia. Elk stond onder bevel van een magister militum ("meester van soldaten", de hoogste militaire rang). Elke magister werd bijgestaan door een plaatsvervanger die een vicarius werd genoemd.
Er waren drie grote regionale comitatus, ook met schijnbaar gevestigde winterbases: Oriens (gestationeerd in Antiochië), Thraciae (Marcianopolis), Illyricum (Sirmium) plus twee kleinere strijdkrachten in Aegyptus (Alexandrië). ) en Isaurië. De grote ‘comitatus’ stonden onder bevel van ‘magistri’, de kleinere door ‘comites’. Alle vijf rapporteerden rechtstreeks aan de oostelijke 'Augustus'. Deze structuur bleef grotendeels intact tot de 6e eeuw.

## Legerorganisatie
Eenheden werden geclassificeerd naargelang ze verbonden waren aan de bewakingseenheden (excubitores en scholae), de veldlegers (palatini en comitatenses) of de grenslegers (limitanei).
De sterkte van deze eenheden is zeer onzeker en verschilden in de 5e en 6e eeuw. De grootte kan ook variëren, afhankelijk van de status van het regiment. De onderstaande tabel geeft enkele recente schattingen van de sterkte van de eenheid, per type eenheid en kwaliteit:
| Type cavalerie eenheid | Comitatenses (incl. palatini) | Limitanei | XXXXX | Type infanterie eenheid | Comitatenses (incl. palatini) | Limitanei |
| ---------------------- | ----------------------------- | --------- | ----- | ----------------------- | ----------------------------- | --------- |
| Ala                    |                               | 120-500   |       | Auxilia                 | 800-1.200 of 400-600          | 400-600   |
| Cuneus                 |                               | 200-300   |       | Cohors                  |                               | 160-500   |
| Equities               |                               | 80-300    |       | Legiones                | 800-1.200                     | 500       |
| Schola                 | 500                           |           |       | Milite                  |                               | 200-300   |
| Vexillatio             | 400-600                       |           |       | Numerus                 |                               | 200-300   |

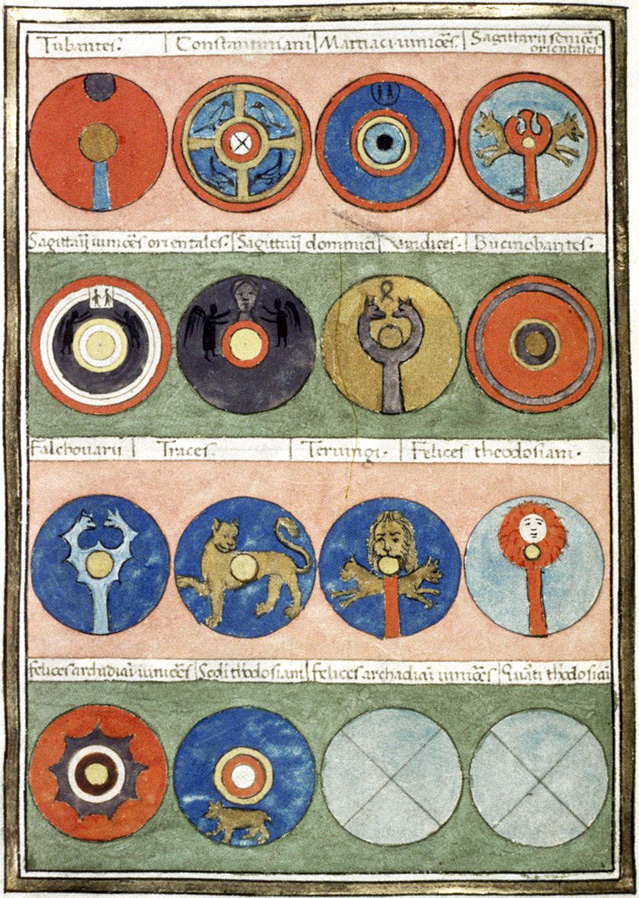
Schildinsignes van regimenten onder het bevel van de Magister Militum Praesentalis II van het Oost-Romeinse leger c. 395 n.Chr. Pagina uit de Notitia Dignitatum

Het algemene beeld overheerst dat comitatenses-eenheden ofwel ca. 1.000 of ca. 500 sterk waren. 'Limitanei'-eenheden lijken gemiddeld een sterkte van 250 te hebben omvat. Maar er blijft veel onzekerheid bestaan, vooral met betrekking tot de omvang van de 'limitanei'-regimenten, zoals blijkt uit de grote verschillen in de omvang schattingen.

### Excubitoren
Keizer Leo I (457-474) creëerde de Excubitores als een elite lijfwacht van ongeveer 300 soldaten. Door intriges en politieke ambities van hun latere commandanten, raakte deze eenheid echter in de vergetelheid.

### Scholae
Keizer Constantijn I creëerde de Scholae Palatinae als een elite bewakerseenheid van ongeveer 6.000 soldaten,  en ter vervanging van de Praetoriaanse Garde. 40 geselecteerde troepen van de  scholae , genaamd  candidati  vanwege hun witte uniformen, traden op als de persoonlijke lijfwachten van de keizer. Afgezien van de Agentes in Rebus, waren de Scholae oorspronkelijk georganiseerd als cavalerie-eenheden om de keizers op campagne te begeleiden, hoewel later individuele leden van de Scholae niet-militaire missies zouden hebben kunnen geleid. Uiteindelijk veilde Justinianus posities in wat nog steeds een prestigieuze ceremoniële eenheid was, maar niet langer een strijdmacht.
Ze vielen buiten de normale militaire commandostructuur, aangezien ze niet tot de comitatus praesentales behoorden en rapporteerden aan de magister officiorum, een civiele ambtenaar. Dit was echter waarschijnlijk alleen voor administratieve doeleinden: tijdens campagne rapporteerden de tribunes die het bevel voerden over elke  schola  waarschijnlijk rechtstreeks aan de keizer zelf.
De Notitia Dignitatum vermeldt 7 scholae van cavalerie en 1 van agenten in het Oost-Romeinse rijk, evenals 5 van cavalerie en 1 van agenten in het West-Romeinse rijk.

### Palatini en Comitatenses
'Comitatenses' cavalerie-eenheden stonden bekend als "vexillationes", infanterie-eenheden als "legiones" of "auxilia". Ongeveer de helft van de eenheden in de comitatus, zowel cavalerie als infanterie, werden geclassificeerd als  palatini . De palatini vormden de meerderheid van de comitatus praesentales (80% van de regimenten) en vormden een minderheid van de regionale comitatus (14%). De palatini waren een elitegroep met een hogere status en waarschijnlijk loon.
De meerderheid van de cavalerie-eenheden in de comitatus waren traditionele gevechtsformaties (61%). Deze eenheden werden aangeduid als scutarii, stablesiani of promoti, waarschijnlijk eervolle titels in plaats van functiebeschrijvingen. 24% van de regimenten bestond uit lichte cavalerie: equites Dalmatae, Mauri en sagittarii (boogschutters te paard). 15% bestond uit zwaar gepantserde shockcharge-cavalerie: cataphracti en clibanarii.

### Limitanei
De limitanei bemanden de vestingwerken langs de grenzen van het Romeinse rijk. Ze hadden een lagere status en werden slechter betaald dan de comitatenses en palatini. De aard van de limitanei veranderde aanzienlijk tussen hun introductie in de 3e of 4e eeuw en hun verdwijning in de 6e of 7e eeuw. In de 4e eeuw waren de limitanei beroepssoldaten, en omvatte zowel infanterie en cavalerie als rivierflottieljes, maar na de 5e eeuw waren het parttime soldaten, en na de 6e eeuw waren het onbetaalde milities. De limitanei tussen de 4e en 6e eeuw stonden onder bevel van een hertog (duces). Hertogen controleerden in wezen privélegers die gescheiden van het keizerlijke leger opereerden. Tijdens de 6e eeuw nam de macht van deze hertogen echter af, wat betekent dat veel van de limitanei parttime soldaten werden die hun inkomen meestal ondersteunden door middel van landarbeid.De rol van de limitanei lijkt onder meer te hebben bestaan uit het bezetten van grensversterkingen, het optreden als grenswachten en douanepolitie, en het voorkomen van kleine -scale raids.

## Rekrutering en voertaal
Hoewel het Oost-Romeinse leger zich soms tot de dienstplicht wendde, vertrouwde het meestal op vrijwillige soldaten.
In 395 gebruikte het leger Latijn als voertaal. Dit bleef het geval tot aan het einde van de 6e eeuw, ondanks het feit dat Grieks de gemeenschappelijke taal was van het oostelijke rijk.Dit was niet alleen te wijten aan traditie, maar ook aan het feit dat ongeveer de helft van het oostelijke leger nog steeds werd gerekruteerd in de Latijn sprekende Donau-regio's van het oostelijke rijk. Een analyse van de bekende oorsprong van ‘comitatenses’ in de periode 350-476 laat zien dat in het oostelijke leger de Donau-regio’s 54% van de totale steekproef vormden, ondanks dat ze slechts twee van de zeven oostelijke diocees vormden: Dacia en Thracia. Deze regio's bleven de belangrijkste rekruteringsgebieden voor het Oost-Romeinse leger. Van keizer Justinus I (518-527), oom van Justinianus I, is bekend dat hij enkel Latijn sprak en nooit meer leerde spreken dan rudimentair Grieks. De geromaniseerde Thracische en Illyrische inwoners van die streken, die door buitenlanders in de Middeleeuwen bekend werden als Vlachs, behielden de Romeinse naam (Roemenen) en de Latijnse taal.